# シャウカステン

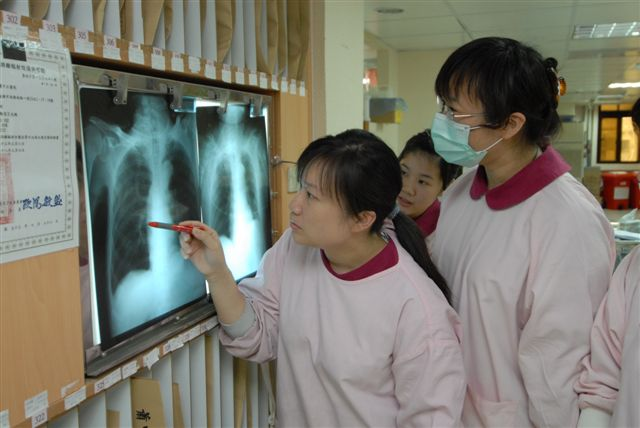

シャウカステン（独Schaukasten）とは、医療や工業的な非破壊検査においてX線写真（レントゲン写真）、MRIフィルム、等を見る際に用いる蛍光灯等の発光を備えたディスプレイ機器。日本では、医療機器やデジタル情報化によりフィルムレス運用が進み、シャウカステンのない医療機関も増えつつある。

## 構造
正面には蛍光物質で表面処理された白色の透光性プラスチックが用いられる。蛍光灯が内蔵されている。プラスチック板の上にはX線写真を把持し吊り下げられるようになっている。